# عباس‌آباد پشته
عباس‌آباد پشته، روستایی از توابع بخش جاپلق شهرستان ازنا در استان لرستان ایران است.
عباس آباد پشته بین روستاهای چشمه درگاه و چهارچشمه ناظم، در فاصله‌ی ٨ کیلومتری ازنا و با ارتفاع ٢٠٣۵ متری از سطح دریا واقع شده است.
قلعه دز بنای باقیمانده از دوران کهن با تاریخچه‌ی رازآلود در جنوب غربی روستا واقع شده است.

## جمعیت
این روستا در دهستان جاپلق غربی قرار دارد و براساس سرشماری مرکز آمار ایران در سال ۱۳۸۵، جمعیت آن ۲۵ نفر (۶ خانوار) بوده‌است.